# Mamuju (Sprache)
Mamuju ist eine in Mamuju auf Sulawesi gesprochene Sprache. Sie gehört zu den austronesischen Sprachen. Dialekte sind Mamuju (Prestige-Dialekt), Sumare-Rangas, Padang
und Sinyonyoi.